# Prionostemma intermedium
Prionostemma intermedium is een hooiwagen uit de familie Sclerosomatidae.